# 基克瓦爾瑟
基克瓦爾瑟（丹麥語：Kirke Hvalsø）是丹麥西蘭島上的一座城鎮，西蘭大區萊爾市鎮的行政中心。基克瓦爾瑟設有火車站，當地人可以坐火車前往哥本哈根、罗斯基勒、霍爾拜克和凱隆堡.